# Championnat d'Italie de football de quatrième division
 (mai 2020).
Si vous disposez d'ouvrages ou d'articles de référence ou si vous connaissez des sites web de qualité traitant du thème abordé ici, merci de compléter l'article en donnant les références utiles à sa vérifiabilité et en les liant à la section « Notes et références ».
Le Championnat d'Italie de football D4, connu en italien sous le nom de Serie D, constitue le 4e niveau (et de 1978 jusqu'en 2014, le 5e niveau) du Championnat d'Italie de football. C'est le championnat majeur de la Ligue nationale amateur, de type semi-professionnelle, et le seul tournoi amateur à échelle nationale, délivrant un titre (scudetto).
Il en est à sa 67e édition en 2014-2015 et se compose de neuf poules, normalement de 162 équipes. Néanmoins 166 équipes composent ce championnat en 2014-2015, quatre équipes ayant été repêchées en surnombre, en raison notamment de la réforme de la Serie C.
Ce championnat, jusqu'en 1978, constitue le 4e niveau (les autres étant les Serie A, Serie B et Serie C) avant que cette dernière ne soit dédoublée en Serie C1 et Serie C2, rebaptisées un temps Ligue Pro Première Division et Ligue Pro Deuxième Division. 166 équipes subdivisées en 9 poules y participaient (7 de 18 équipes et 2 de 20). En 2011-2012, 168 au total y sont inscrites : en plus des 162 inscrites régulièrement, se sont rajoutées Città di Brindisi, Nuova Cosenza, Salerne et Ravenne qui ont été exclues de la Ligue Pro ainsi que le Montecchio Maggiore et le Verbano de Besozzo, ce qui entraîne neuf poules, trois de vingt équipes (A, B et D) et six de dix-huit (C, E, F, G, H et I). C'est la Lombardie qui est la région la plus représentée, avec vingt équipes.
Les équipes arrivées en tête sont promues directement en Ligue Pro tandis que celles classées de 2 à 5 disputent des play-off, dont les vainqueurs sont éventuellement repêchés. Les équipes premières de chaque poule se rencontrent ensuite pour déterminer qui aura le Scudetto dilettanti (« écusson des amateurs »), qui est le titre décerné de la Serie D.

## Histoire
La Serie D naît en 1948, avec la réforme de la Serie C à laquelle participaient un trop grand nombre d'équipes. Il se nomme alors « Promozione Interregionale » jusqu'en 1952, « IV Serie » jusqu'en 1957, « Campionato Interregionale » en 1957 et 1958, pour reprendre le nom de « IV Serie » jusqu'en 1959 où il est enfin nommé « Serie D ». En 1978, avec le dédoublement de la Serie C, il perd le statut semi-professionnel et reprend la dénomination « Campionato Interregionale » à partir de 1981-1982. Il atteint la configuration actuelle à 162 
équipes et 9 poules avec la réforme de 1992 où il change encore de nom en « Campionato Nazionale Dilettanti » pour reprendre le nom de Serie D en 2000.
Le titre (en italien Scudetto, écusson brodé sur le maillot) Dilettanti est créé en 1952-1953 au sein de la IV Serie. Il n'est plus attribué à partir de 1962-1963 par la Ligue, puis réintroduit en 1992-1993. La formule actuelle prévoit un play-off entre les 9 vainqueurs des poules de la Serie D.

### Palmarès
Le palmarès de la quatrième division italienne est :
- 1952-1953 : Catanzaro
- 1953-1954 : Bari
- 1954-1955 : Colleferro (tirage au sort aux dépens de la Mestrina)
- 1955-1956 : Sienne
- 1956-1957 : Ravenne
- 1957-1958 : Cosenza, Mantoue et Spezia (ex æquo)
- 1958-1959 : Cascina (disputé entre les vainqueurs des poules du Campionato Dilettanti)
- 1959-1960 : Ponziana (disputé entre les vainqueurs des poules de Prima Categoria)
- 1960-1961 : Borgomanero (disputé entre les vainqueurs des poules de Prima Categoria)
- 1961-1962 : Nocerina (disputé entre les vainqueurs des poules de Prima Categoria)
- 1992-1993 : Crevalcore
- 1993-1994 : Pro Verceil
- 1994-1995 : Tarente
- 1995-1996 : Castel San Pietro (qui n'est pas promu en C2)
- 1996-1997 : Biellese
- 1997-1998 : Giugliano
- 1998-1999 : Virtus Lanciano
- 1999-2000 : Sangiovannese
- 2000-2001 : Palmese
- 2001-2002 : Olbia
- 2002-2003 : Cavese
- 2003-2004 : Massese
- 2004-2005 : Bassano Virtus 55
- 2005-2006 : Paganese
- 2006-2007 : Tempio (non promu en Serie C2)
- 2007-2008 : San Felice Aversa Normanna
- 2008-2009 : Pro Vasto
- 2009-2010 : Montichiari
- 2010-2011 : Coni
- 2011-2012 : Unione Venise
- 2012-2013 : Ischia Isolaverde
- 2013-2014 : Pordenone Calcio
- 2014-2015 : Robur Sienne
- 2015-2016 : AS Viterbese Castrense
- 2016-2017 : SS Monza
- 2017-2018 : Aurora Pro Patria 1919
- 2019-2020 : non attribué (COVID)
- 2020-2021 : non attribué (COVID)
- 2021-2022 : US Recanatese
- 2022-2023 : en cours